# Fitoncida

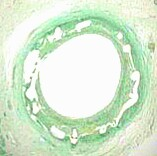
Fitoncida

Los fitoncidas son compuestos orgánicos volátiles aleloquémicos antimicrobianos derivados de plantas. La palabra, que significa "exterminado por la planta", fue acuñada en 1928 por el Dr. Boris P. Tokin, un bioquímico ruso de la Universidad de Leningrado. Descubrió que algunas plantas emiten sustancias muy activas que les impiden pudrirse o ser devoradas por algunos insectos y animales.
Numerosas Especias, la cebolla, el ajo, el árbol del te, el roble, el cedro, la robinia, el pino y muchas otras plantas emiten fitoncidas. El roble contiene una sustancia de este tipo llamada en inglés greenery alcohol. El ajo contiene alicina y disulfuro de dialilo. La Sophora flavescens contiene soforaflavanona G. El pino contiene alfa pineno, careno, mirceno y otros terpenos.
Más de 5.000 sustancias volátiles defienden las plantas de las bacterias, los hongos y los insectos que las rodean. Los fitoncidas  trabajan  para  impedir el crecimiento de estos agentes externos que atacan las plantas.
Son ampliamente utilizados en Rusia, ucraniana, china y en la medicina japonesa, tanto en la medicina holística, aromaterapia como en la veterinaria.

## Historia
Boris Petrovich Tokin (Токин, Борис Петрович, 21 de julio de 1900 - Leningrado, 16 de septiembre de 1984) es conocido por acuñar el término fitoncidios y promover y sistematizar su uso.
A Boris P. Tokin, le llamó la atención el hecho de que en los bosques las plantas silvestres se enfermaran menos que las plantas cultivadas. 
Formuló su primera hipótesis haciéndose la siguiente pregunta: ¿Producirán las plantas sustancias químicas que las protegen de insectos y bacterias dañinos?.
Boris P. Tokin y sus colegas investigaron el efecto de unas 150 especies de plantas con respecto a las bacterias. Fue así como pudieron establecer algunas bases de importancia para el tema, por ejemplo, que la papilla realizada con cebolla picada y ajo en pocos minutos eliminaba de una manera fulminante a columnas de estreptococos, que son los causantes de muchas enfermedades, tales como amigdalitis, Escherichia coli, bacilos tifoideos e incluso bacilos de tuberculosis.
Las sustancias volátiles liberadas de la cebolla recién picada o las gachas de ajo mataron a muchas razas de hongos en 2-3 minutos, así como los huevos de animales, incluidos los huevos de mariscos, cuya cáscara no permite el paso de la mayoría de los productos químicos.
Los primeros informes sobre datos experimentales, incluido el fenómeno observado de la muerte de microorganismos y algunos macro organismos, incluidos los huevos de moluscos ubicados a poca distancia de las plantas heridas, se realizaron el 30 de mayo de 1930 en el Congreso de Zoólogos de toda la Unión en Kiev, y luego en septiembre del mismo año, en el II Congreso Internacional de Citología en Ámsterdam (Holanda). Los textos de los informes se publicaron en alemán en 1930 y en ruso en 1931.
Así, durante los experimentos llevados a cabo en 1929-30, en el marco del estudio de las ideas de Gurvich sobre la radiación mitogenética, se registró la muerte de las células de levadura. Vale la pena señalar que, según las memorias del propio B.P. Tokin, los primeros experimentos sobre este tema fueron realizados por él, mientras estudiaba en la universidad en 1928. Por lo tanto, en algunas fuentes, la fecha del descubrimiento del fenómeno de los fitoncidas es 1928, en otras, 1929, y en algunas otras incluso 1930.
Por lo tanto, hubo razones bastante objetivas para el hecho que se descubrió accidentalmente entre 1929-1930. Este fenómeno recibió su justificación científica y su nombre solo en 1942. Sin embargo, a pesar de que en el período de 1935 a 1939, B. P. Tokin no abordó deliberadamente el problema de los fitómidos, en 1940 se habían formado las principales disposiciones de su teoría.
La primera publicación sobre el tema de los bactericidas de origen vegetal (fitoncidas) apareció impresa en 1942. Este año es la fecha oficial de nacimiento del término “fitoncidas”.
En 1964, Boris Petrovich amplía la definición de fitómidos por medio de dos indicaciones: primero, que los fitómidos pueden ser no solo sustancias volátiles, sino también sustratos vegetales no volátiles (por ejemplo, "jugos de tejidos"), y segundo, los fitómidos pueden ser producidos no solo por plantas heridas pero también sanas.
En 2007, el Maestro Samurai Spain, pionero 侍 en Europa en la práctica de Shinrin-yoku, y Presidente de la International Forest Medicine se trasladó a vivir al Bosque, donde comenzó sus estudios de búsqueda fascinado por naturaleza y los beneficios con la práctica de Shinrin-Yoku. Durante 24 horas en el bosque comprobó el impacto positivo que aporta a nuestro sistema, que traduce en salud y calidad de vida.
La vida en el bosque solidificó su experiencia y desarrolló centenares de estudios de campo y búsqueda sobre las fitoncidas con la práctica de Shinrin-yoku 森林 浴. Realizó una serie de estudios donde comprobó que en un gramo de tierra de humus en el bosque, vivan un millón y medio de organismos. En una hectárea de suelos boscosos de varios tipos, viven de 600 kilogramos a 5 toneladas de microbios.
Comprobando también que algunas plantas no se enferman, entonces, y pueden protegerse por ellas mismas. Muchos estudios realizados por el maestro y la International Forest Medicine, han demostrado en el tiempo que algunas plantas tienen propiedades antimicrobianas. Muchos estudios anotaron que las plantas, sus tejidos o fracciones volátiles especiales son capaces de matar muchos microorganismos y algunos protozoos. Los estudios han demostrado que el fenómeno es inherente a todo el mundo vegetal. Solo se manifiesta de diferentes maneras. Algunos de los fitoncidios, fitoncidas, phytoncide o PHYTONCIDES son volátiles, capaces de actuar a distancia, otros se forman en el jugo de los tejidos en el momento que acusan del daño a las membranas celulares. 
Otro estudio demostró que, si una gota entra en la hoja de un roble o abedul, en la cual se encuentran ciliados vivos, mueren después de un tiempo. En la hoja de las lombrices y los tilos, se eliminan los gérmenes de Staphylococcus apures. La destrucción más rápida de microbios se obtuvo en las primeras 3 horas. 
Según los estudios científicos de la International Forest Medicine ©, todas las plantas en conjunto liberan anualmente alrededor de 490 millones de toneladas de sustancias volátiles a la atmósfera. Con el aire los inhalamos, y asimilamos en nuestro cuerpo, desinfectando los pulmones.
Los culpables son fitoncidios, fitoncidas, phytoncide o PHYTONCIDES, su impacto es muy fuerte en el sistema respiratorio e Inmunológico. 
Otro estudio demostró que si las hojas cortadas de la cereza se ponen debajo de una tapa de vidrio y poniendo una mosca o un ratón, después de un tiempo los animales morirán. Los fitoncidios de la cereza matan incluso a ratas. Otros estudios demuestran que dormir bajo un nogal provoca que el sueño será malo, y al día siguiente la cabeza les dolerá, la causa es que las fitoncidas de las hojas de nogal ahuyentan a las moscas, los mosquitos y otros insectos, pero también por inhalación perjudica al ser humano.
El pino pertenece a una de las plantas que más emanan fitoncidios, se tomaron muestras de la superficie del suelo y a una cierta profundidad y del aire en varios bosques - bosques de roble y abedules, bosques de pinos y se detectaron varios tipos de microorganismos en ambas partes, pero muchos eran diferentes. Se descubre en los estudios que una hectárea de bosque caducifolio en el verano liberaba 2 kilogramos de fitoncidios, fitoncidas, phytoncide o PHYTONCIDES volátiles, las coníferas - 5 kg., y los enebros - 30 kg. Esta cantidad es suficiente para matar a todos los microbios en una ciudad de tamaño mediano. Por lo tanto, estas cantidades tan diferentes de fitoncidas propagadas en el aire de un bosque de pinos, son 10 veces mayor que en un bosque de abedules, aunque el abedul cumple muy concienzudamente los deberes de un orden ambiental, líquida despiadadamente los microorganismos que llevan el viento al bosque de abedules. 
En las plantaciones donde crece el abedul verrugoso, en un metro cúbico de aire, hay unos 450 microbios x m³. Y en los quirófanos, donde todo, incluido el aire, debe ser estéril, el contenido en el metro cúbico de aire de 500 microorganismos no permeables permitidos según las normas existentes, y catalogado como zonas estériles. 
El arce, como lo muestran los estudios bioquímicos realizados por el equipo multidisciplinar de la International Forest Medicine, demostraron que no solo tiene una alta actividad fitonticida, sino que también es capaz de absorber sustancias perjudiciales para los humanos, como por ejemplo, el benceno.
Los estudios científicos del maestro Samurai Spain como investigador principal, llegan a la conclusión de que las sustancias volátiles (fitoncidios, fitoncidas, phytoncide o PHYTONCIDES), que penetran a través de los pulmones y la piel en el cuerpo humano, matan e inhiben el desarrollo de microbios patógenos, lo protegen de enfermedades infecciosas y embalsaman los tejidos. Los fitoncidios normalizan el ritmo cardíaco y la presión arterial, participan activamente en el metabolismo y tienen un efecto positivo en el cerebro humano, demostrando que las personas que viven en áreas forestales son mucho menos susceptibles a las enfermedades del tracto respiratorio superior en comparación con los residentes urbanos. 
También proporcionó un experimento mutuo al que llamó «alimentarse con vida del bosque».
Descubrió que, combinando estas dos terapias preventivas, la magnitud del Shinrin-yoku 森林 浴 y un conjunto de equilibrio y hábitos sanos junto con la práctica de Shinrin-yoku, 森林 浴 mejora la salud física y mental.
Las evidencias y estudios científicos que están siendo aplicados han sido desarrollados en niños y su relación con Shinrin-Yoku y el efecto de las fitoncidas en el ser humano.